# Shahrestān-e Şaḩneh
Shahrestān-e Şaḩneh (persiska: شهرستان صحنه, صحنه) är en delprovins (shahrestan) i Iran.   Den ligger i provinsen Kermanshah, i den nordvästra delen av landet, 400 km väster om huvudstaden Teheran.
Delprovinsen hade 70 757 invånare 2016.